# Alfred Youl
Alfred Youl, né le 23 août 1849 et mort le 3 février 1921, est une personnalité politique australienne.
Il est membre de l'Assemblée tasmanienne pour Longford de 1903 à 1909 et membre du Conseil législatif tasmanien pour Macquarie de 1909 à 1920.

## Biographie
Alfred Youl naît dans une famille de Tasmanie, à Symmons Plains Estate près de Perth. Sa famille déménage dans le Surrey en Angleterre en 1854, et il fait ses études à St Aubin's School à Jersey et Uppingham School (en) dans le Leicestershire. Il épouse Margaret Mansell en 1875, après quoi ils retournent en Tasmanie et achètent la notable propriété Leighlands, près de Perth. Youl devint par la suite une figure éminente de la communauté, membre (1884-1898) et cinq fois directeur du conseil municipal d'Evandale, membre (1898-1916) et directeur du conseil municipal de Longford, membre du Perth Road Trust pendant plus de trois décennies, dont un mandat à titre de président du tribunal des petites sessions, juge de paix, juge spécial des pensions de retraite et membre de la commission locale des permis et de la santé. Après la mort de Margaret Youl en 1888, il épouse Annette Francis Wigan en 1891,.
Il est élu à la Chambre d'assemblée en 1903 et réélu en 1906. Son siège à la Chambre d'assemblée est aboli lors des élections de 1909, et il se présente aux élections et remporte le siège du Conseil législatif de Macquarie. Il sert jusqu'à sa défaite contre George Pitt en 1920,.
Il meurt à Leighlands, en 1921, et est inhumé à Perth.